# سیارک ۴۰۱۹
سیارک ۴۰۱۹ (به انگلیسی: 4019 Klavetter، نامگذاری:1981EK14) چهار هزار و نوزدهمین سیارک کشف شده‌است که در ۱ مارس ۱۹۸۱ کشف شد.
قدر مطلق سیارک برابر ۱۴٫۹۰ است.